# Al-Musta'ín
Al-Musta'ín (en árabe: المستعين al-musta‘īn) (n. 836 – 17 de octubre de 866) fue el califa abasí de 862 a 866. Tras la muerte de su predecesor, Al-Muntásir, los jefes militares turcos se reunieron para designar un sucesor: no querían a Al-Mu'tazz, ni a sus hermanos; por eso nombraron a un nieto de Al-Mutásim.
| Predecesor: Al-Muntásir | Califa abasí 862–866 | Sucesor: Al-Mu'tazz |

- Datos: Q284157